# دييغو غونزاليس سافيدرا
دييغو غونزاليس سافيدرا (بالإسبانية: Diego González Saavedra)‏ هو لاعب كرة قدم تشيلي في مركز الوسط، ولد في 28 أغسطس 1998 في كوكيمبو في تشيلي. لعب مع نادي كوكيمبو أونيدو.

## وصلات خارجية
- دييغو غونزاليس سافيدرا على موقع قاعدة بيانات كرة القدم.إي يو (الإنجليزية)
- دييغو غونزاليس سافيدرا على موقع Soccerway.com (الإنجليزية)